# بز کوهی داغستانی
بز کوهی داغستانی (نام علمی: Capra cylindricornis) نوعی گاوسان بومی داغستان و نقاط همجوار شرق قفقاز است. این حیوان در مناطق مرتفع و سخت‌گذر کوهستانی زندگی کرده و از علف‌ها و برگ‌ها تغذیه می کند و شکاریان طبیعی آن اکنون گرگ و وشق هستند. این جانور گاهی یک گونهٔ مستقل و گاهی زیرگونه‌ای از بز کوهی قفقاز غربی طبقه‌بندی می‌شود.
بز کوهی داغستانی جثه‌ای بزرگ با پاهای کوتاه دارد و تفاوت دو جنس در اندازه بدن و شاخ‌ها قابل توجه است. نرها تا ۱۰۵ سانتیمتر در ناحیه شانه، ۱۹۰ سانتیمتر طول و ۱۴۰ کیلو وزن رشد می‌کنند ولی ماده‌ها ۸۵ سانتیمتر ارتفاع، ۱۳۸ سانتیمتر طول و فقط ۵۶ کیلو وزن دارند.
این حیوان توانایی تولیدنسل و ایجاد فرزند بارور با بز کوهی قفقاز غربی و بز اهلی را دارد اما در حیات وحش چنین چیزی معمول نیست.